# Trio fortepianowe (Chopin)
Trio fortepianowe g-moll op. 8 – trio fortepianowe skomponowane przez Fryderyka Chopina w latach 1828–1829, dedykowane Antoniemu Henrykowi Radziwiłłowi. Jeden z czterech utworów kameralnych Chopina.

## Historia

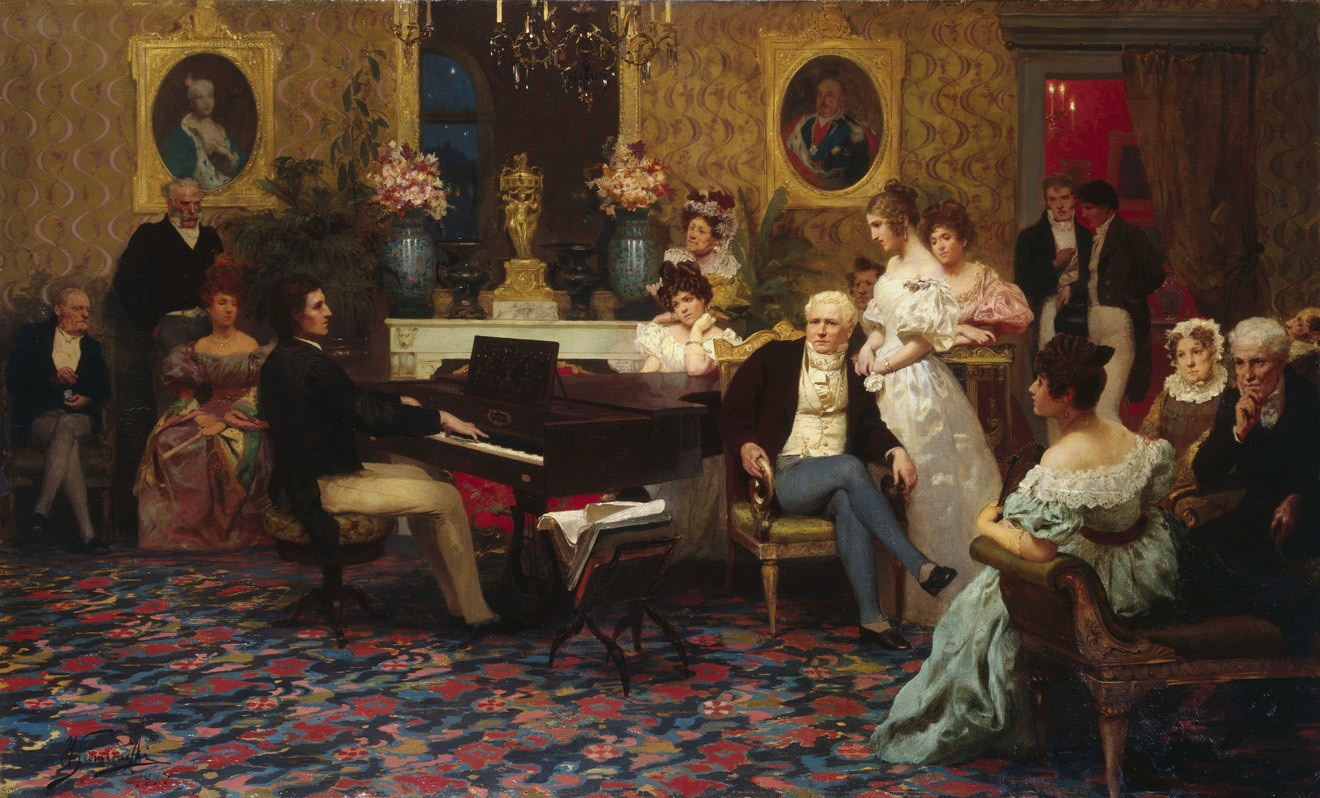
Chopin grający na fortepianie w salonie księcia Radziwiłła – obraz Henryka Siemiradzkiego (1887)

Trio na fortepian, skrzypce i wiolonczelę powstało w fazie twórczości Chopina nazywanej „fazą wirtuozerii warszawskiej”. Wiązała się ona z nauką u Józefa Elsnera wymagającego od ucznia poznania różnych form muzycznych . Utwór powstawał od lata 1828, które kompozytor spędził w Sannikach, jeszcze przed wyjazdem do Berlina, do wiosny 1829 (choć „bliskie ukończenia” miało być już w roku poprzednim). W międzyczasie powstało Rondo à la Krakowiak  ukończone 27 grudnia 1828.
Kompozycja została dedykowana księciu Antoniemu Radziwiłłowi  (fr. à son Altesse Monsieur le Prince Antoine Radziwill). Chopin gościł w jego posiadłości położonej w Antoninie latem 1827 oraz jesienią 1829 , kiedy na potrzeby gospodarza i jego córki skomponował Poloneza C-dur na fortepian i wiolonczelę .
Ferenc Liszt w pierwszej monografii o Chopinie sugerował, że Radziwiłł sponsorował edukację młodego muzyka, przekazując za pośrednictwem Adama Kożuchowskiego pieniądze na opłacenie czesnego za naukę w Liceum Warszawskim. Informacja ta pochodzić może od Wojciecha Grzymały, mającego być informatorem Liszta ws. życia Chopina. Według Fredericka Niecksa powołującego się na Maurycyego Karasowskiego „źródłem tej informacji mógł być list i podarunek od księcia Radziwiłła, które Adam Kożuchowski przywiózł Chopinowi w 1833 r. jako rewanż za Trio op. 8”. Karasowski opierał się na doniesieniach Marcela Antoniego Szulca. Z sugestiami Liszta nie zgadzali się Julian Fontana oraz Karasowski, argumentujący, że Mikołaj Chopin, ojciec Fryderyka, jako nauczyciel Liceum Warszawskiego mógł kształcić syna w tej szkole bezpłatnie, a okres ten był „pod względem materialnym najkorzystniejszy dla całej jego rodziny; ani przedtem, ani później, Chopinowie nie znajdowali się już w równie dobrym finansowym bycie”. Zdaniem Ludwika Bronarskiego „Trio swoje dedykował więc muzykowi (...) i gościnnemu przyjacielowi, nie zaś obecnemu lub przyszłemu protektorowi, o którego względy trzeba było zabiegać”.
Prawykonanie utworu odbyło się w sierpniu 1830 w domu rodziny Chopinów, czemu mieli przysłuchiwać się Józef Elsner oraz Wojciech Żywny .

## Charakterystyka
Trio g-moll jest jednym z czterech utworów kameralnych napisanych przez Chopina, w tym jedynym skomponowanym na skrzypce, wiolonczelę i fortepian.
Utwór składa się z czterech części:
1. Allegro con fuoco (249 taktów)
2. Scherzo: Vivace (137 taktów)
3. Adagio sostenuto (82 takty)
4. Finale: Allegretto (303 takty)

W porównaniu do koncertów fortepianowych Chopina, część pierwsza Tria charakteryzuje się mniejszymi kontrastami pomiędzy tematami muzycznymi, które skupione są wokół tonacji zasadniczej – g-moll  (brak wyraźnych modulacji).
Podczas komponowania Chopin wykorzystał wiedzę na temat kontrapunktu, którą poznał podczas nauki u Elsnera. W części drugiej kompozytor zastosował technikę imitacyjną, jednak polifonia stanowi niewielki fragmentu faktury utworu.

## Wydania

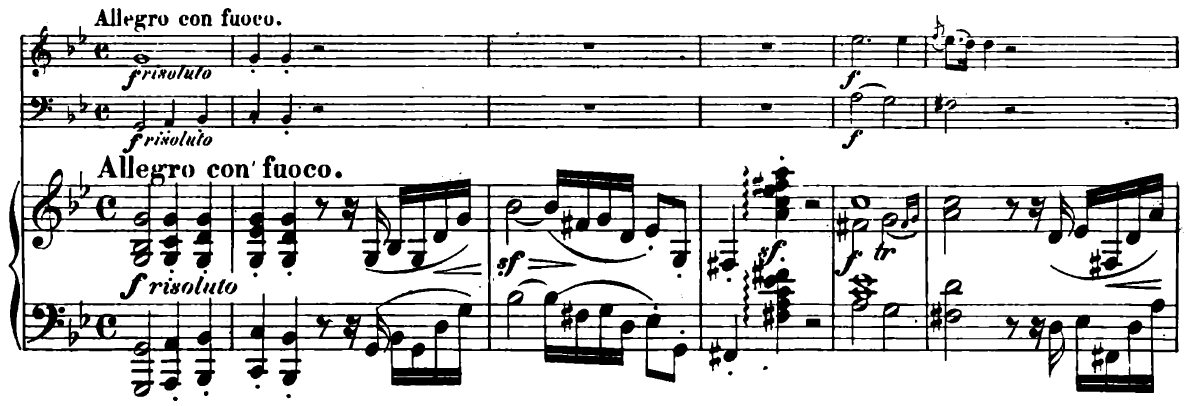
Pierwsze takty Tria g-moll (wyd. 1880)

Utwór ukazał się drukiem na początku 1833 w Paryżu nakładem wydawnictwa Maurice’a Schlesingera jako Premier Trio pour Piano, Violon et Violoncelle.
W wydaniu Dzieł Wszystkich Fryderyka Chopina utworowi nadano numer XVI, 2.

## Nagrania
Trio g-moll op. 8 nagrali m.in. Tadeusz Wroński, Aleksander Bronisław Ciechański i Władysław Szpilman (Polskie Nagrania „Muza”, ok. 1960); Beaux Arts Trio (Philips Records, ok. 1965) oraz Andrzej Grabiec, Paweł Głombik i Maria Szwajger-Kułakowska jako członkowie WOSPRiTV (Wifon, 1979).